# Angraecopsis breviloba
Angraecopsis breviloba är en orkidéart som beskrevs av Victor Samuel Summerhayes. Angraecopsis breviloba ingår i släktet Angraecopsis och familjen orkidéer. Inga underarter finns listade i Catalogue of Life.